# Elise Blumann
Elise Blumann (* 16. Januar 1897 in Parchim als Elise Schlie; † 29. Januar 1990 in Nedlands, Western Australia) war eine deutsch-australische Malerin. Sie studierte in Berlin und Hamburg und wanderte 1937 nach Australien aus, wo sie große Beachtung als Künstlerin erfuhr.

## Leben und Wirken

### Herkunft und Ausbildung
Elise Blumann wurde 1897 als Elise Margot Paula Rudolphina Hulda Schlie in Parchim, Mecklenburg-Schwerin, geboren. Ihr Vater Ludwig Friedrich Wilhelm Schlie (1859–1938) war Offizier und später Garnisons-Verwaltungsinspektor, die Mutter Frieda Johanna Wilhelmine, geb. Kleinschmidt (1867–1945), stammte aus einer begüterten Kaufmannsfamilie. Elise hatte zwei ältere Geschwister; ihr Bruder Ludwig Hans Alex Karl Schlie (* 1895) starb 1943 in einem Berliner Reservelazarett. Die Familie zog mehrmals im norddeutschen Raum um: von Parchim nach Schwerin, später nach Hamburg, wo Elise ihr Abitur ablegte. 1914 war ihr Vater in Eutin stationiert, von wo aus Elise mit dem Zug nach Lübeck fuhr, um bei Willibald Leo von Lütgendorff-Leinburg Mal- und Zeichenunterricht zu erhalten.
Ab Oktober 1916 war sie in Berlin und studierte an der Königlichen Kunstschule, wo sie im Juni 1919 das Diplom als staatlich geprüfte Zeichenlehrerin ablegte.
Im September 1919 begann sie ihr Studium an der Staatlichen Kunstgewerbeschule in Hamburg, schrieb sich zunächst für den Abendunterricht ein, um dann ein Vollzeitstudium mit 44 Wochenstunden aufzunehmen. Sie studierte Malerei bei Arthur Illies. Im November 1920 musste sie ihr Studium wegen finanzieller Schwierigkeiten ihrer Eltern aufgeben und war nun selbst für ihren Lebensunterhalt verantwortlich.

### Leben und Arbeiten in Deutschland
Blumann kam aus einer vermögenden Familie, die durch Spekulationen nach dem Ersten Weltkrieg das Studium der Tochter nicht mehr finanzieren konnte. Sie arbeitete ab Dezember 1920 als Gesellschafterin für eine italienische Familie in Turin, danach als Kunst- und Gymnastiklehrerin bei Kassel und als Lehrerin an der staatlichen Schule in Eutin. 1922 kehrte sie an die Kunstgewerbeschule in Hamburg zurück.
In ihrer Malerei wurde sie beeinflusst von der Jugendstilbewegung mit der Ehrfurcht vor der Natur und seinen natürlichen Formen, aber auch von Malern wie Max Liebermann, Lovis Corinth, Vincent van Gogh, Henri Matisse, Edvard Munch, Paula Modersohn-Becker und Wassily Kandinsky.
1923 heiratete sie in Lübeck den 12 Jahre älteren Arnold Blumann (1885–1970), einen promovierten Chemiker mit dem Schwerpunkt der industriellen Extraktion ätherischer Öle. Blumann unterstützte seine Frau sehr und stattete ihr ein Atelier im gemeinsamen Hamburger Haus in der Holbeinstraße aus.
1924 wurde Sohn Charles (eigentlich Claus Jochen) in Lübeck geboren, 1928 Hans, der 1933 starb. 1934 wurde Sohn Nils in Hamburg geboren, zu einem Zeitpunkt, als der Vater schon mit Charles in die Niederlande gezogen war, wohin Elise mit dem Neugeborenen folgte.
Der persönliche Verlust und der Aufstieg der Nationalsozialisten führten dazu, dass die Familie nicht in Deutschland blieb, sondern 1934 über die Niederlande und Großbritannien, wo sie jeweils eine Zeitlang lebte, Ende 1937 nach Perth, Australien, auswanderte, unter anderem auch, weil Arnold Blumann wegen seiner jüdischen Herkunft Repressalien fürchtete.

### Leben und Arbeiten in Australien
Die Blumanns erreichten im Januar 1938 Fremantle in Australien. Arnold Blumann bekam eine Anstellung bei einer Chemiefirma – Plaimar Ltd. – in Perth. Sie bauten im Vorort Nedlands ein modernes Haus mit einem Studio, in dem Elise Blumann wieder begann zu malen, nachdem sie für den Hausbau und die Einrichtung gesorgt hatte. 1944 hatte sie in Perth ihre erste Ausstellung unter dem Künstlernamen Elise Burleigh. Sie verursachte einen kleinen Skandal, denn in einem ihrer bekanntesten Bilder, Summer Nude, zeigte sie eine nackte Frau am Strand. Das damals prüde Perth konnte mit dieser kraftvollen Darstellung von Nacktheit und Weiblichkeit nichts anfangen.
Als Mitglied der Perth Society of Artists hielt Elise Blumann ab 1945 Vorträge und unterrichtete Kunst. Zusammen mit dem Kurator der Art Gallery of Western Australia, Robert Campbell, hatte sie diese Kunstgruppe gegründet, um das Interesse an Kunst in Perth voranzutreiben.
Elise Blumann rückte in den 1940er Jahren von der Porträtmalerei ab und wandte sich der Landschaftsmalerei zu, in der sie knorrige Bäume wie den Australischen Teebaum (Melaleuca), Äste, Sturm und Unwetter modernistisch darstellte. Ihre anfangs im Hintergrund befindlichen Landschaften fielen durch wenige Striche und klare Formen auf. Sie verband darin die Formensprache der europäischen Malerei mit der Farbigkeit und Energie der australischen Landschaft. Dieser reduzierende Umgang mit der Landschaft war zu dieser Zeit in Australien sehr ungewohnt.
Die Familie erwarb 1945 ein Ferienhaus in Gooseberry Hill. Dort entdeckte Blumann die Vegetation des australischen Busches und stellte sie zunehmend abstrakt dar.
Seit Anfang der 1950er Jahre war sie desillusioniert vom Umgang der Australier mit der Kunst und malte immer weniger. In einem Interview im November 1949 – nach einer Europareise – schwärmte sie vom Verständnis für die Malerei in Europa, insbesondere in Paris und England.
Ab 1949 fuhr sie mehrmals nach Deutschland, wo sie auch nach dem Tod ihres Ehemanns 1970 fünf Jahre lang lebte.
Erst in den 1970er Jahren flammte das Interesse an ihrer Art zu malen in Australien erneut auf. Sie bekam nationale Anerkennung, ihre Bilder wurden als bedeutender Beitrag zur modernistischen australischen Malerei gewertet, die die landschaftsbasierten Werke von australischen Malern wie Guy Grey-Smith and Howard Taylor vorweggenommen hatten.
Elise Blumann starb am 29. Januar 1990 in Nedlands. Ihre Werke sind unter anderem in der National Gallery of Australia, Canberra, der Art Gallery of Western Australia, der University of Western Australia in Perth und in der Holmes à Court Gallery in Perth zu finden.

## Werke (Auswahl)
- Self portrait (1937)
- Summer Nude (1939)
- Surfer (1940)
- Portrait of Keith George (1941)
- On the Swan, Nedlands (1942)
- Surge (1943/1944)
- Rottnest Lighthouse and Salt Lake (1947)
- Dying melaleuca in Western Australia (1948)

## Ausstellungen (Auswahl)
- Erste Ausstellung in einer Galerie in Hamburg 1921.[7]
- Einzelausstellungen in der Galerie Velasquez in Melbourne 1944–1948[8]
- Elise Burleigh[9], Ausstellung im Newspaper House in Perth, 1944.
- Elise Burleigh, Solo-Schau im Newspaper House in Perth, 1948.
- Ausstellung in Paris 1950[7]
- Elise Blumann, An Émigré Artist in Western Australia 1938–1948, Lawrance Wilson Art Gallery 2015. The University of Western Australia.